# 高速啤機
高速啤機 是一支香港的地下重金屬樂隊，Beyond的分支樂隊，成員包括Beyond的黃貫中、葉世榮、鄔林（鄧煒謙）和主唱馬永基。樂隊在1980年代中期活躍於香港地下音樂圈，現在市面上可以聽到的只有在一次Beyond地下音樂會的現場錄音，他們的原創歌曲《衝》。
樂隊名稱來歷：高速啤機的名字是黃家駒改的，成立之初，他在Band房外聽他們就好像快速啤着東西的啤機一樣，於是叫高速啤機。

## 簡歷
1984年，高速啤機組隊
1987年，3月22日高速啤機舉辦首場音樂會（From the underground2 地下音樂會），参加“嘉士伯流行音樂節”
1987年，鄧煒謙離隊，高速啤機發行盒帶《SOLO-地獄鬼》
1988年，高速啤機解散。